# Skrivekridt
Skrivekridt (engelsk: chalk, tysk: Schreibkreide, fransk: craie) er en finkornet, ofte forholdsvis svagt hærdnet og stedvis flintholdig sedimentær bjergart, som overvejende består af mikroskopiske skalrester, såkaldte kokkolitter, fra encellede havalger. Algerne levede i et hav, som i Sen Kridt dækkede et stort område i Nordeuropa og omkring Nordsøen. Her kan kridtet mange steder ses i spektakulære blotninger, eksempelvis Dover i England, Møns klint i Danmark, Jasmund nationalpark på Rügen i Tyskland og Cap Blanc-Nez ved Calais i Frankrig. Skrivekridt laves også af gips.
Skrivekridt er siden oldtiden blevet udvundet og anvendt, først til flintredskaber, siden til bygningssten og kalkmørtel, og i nyere tid bl.a. til cementproduktion, jordbrugskalk samt til en lang række industrielle formål, fx som slibemiddel, i papirfremstilling og som tilsætning til maling, foruden som tavlekridt.
I 1960'erne konstaterede man store forekomster af kulbrinter (olie og gas) i skrivekridtlagene under Nordsøen, den såkaldte nordsøolie, og disse lag har siden dannet grundlag for en omfattende britisk, norsk, dansk og hollandsk kulbrinteindustri, som har haft vidtrækkende samfundsøkonomisk betydning, ikke mindst i Norge.

## Dannelse
I Sen Kridt var det globale klima varmt, der var ingen iskapper ved polerne, og havspejlet i Kridthavet indtog den højeste vandstand nogensinde i Jordens historie og stod formentlig cirka 100 meter højere end i dag. Tæt på vandoverfladen levede enorme mængder af fritsvævende encellede alger, såkaldte coccolithophorider, som – lidt i stil med de kantede læderstykker i en fodbold – dannede et kugleformet skelet sammensat af plader, kokkoliter, bestående af mineralet calcit, eller calciumkarbonat CaCO3. Når algerne døde og sank til bunds i havet, opløstes deres organiske dele, mens kugleskallerne sønderdeltes til kokkolit-plader, som typisk er nogle få tusindedele millimeter (μm) store.
Disse alger lever stadig i vor tids varme have, og man anslår, at de i dag bidrager med mere end 25 % af Jordens samlede kalkproduktion, idet de danner calciumkarbonat ved at forbinde opløste calcium-ioner med kuldioxid fra havvandet. De spiller derfor en overordentlig vigtig rolle med hensyn til carbon capture, opsamling af kuldioxid fra atmosfæren, som modvirker drivhuseffekten.
Typisk skrivekridt består for mere end 80 % vedkommende af partikler mindre end 5 mymeter (μm). Skrivekridt indeholder også rester af andre kalkskallede algetyper, samt kiselskallede radiolarer og kiselalger, foruden større dyr som foraminiferer, bryozoer, brachiopoder, ostracoder og koraller. Skrivekridt er normalt så forholdsvis svagt hærdnet, at man kan skære i det med en kniv og brække kalkstykker itu med fingrene.
Kridt og kalk er ikke synonymer. Betegnelserne kalk eller kalksten bruges om alle bjergarter, som er domineret af mineralet calcit (calciumkarbonat). Skrivekridt er en form for kalksten, som er finkornet, afsmittende og svagt hærdnet (blød), så at den, som navnet siger, kan bruges til at skrive med. Skrivekridt stammer næsten udelukkende fra Sen Kridt-tidsrummet og har derfor lagt navn til den geologiske periode Kridt. Dette navn udgør én af de få undtagelser fra den nugældende stratigrafiske praksis om, at geologiske tidsrum navngives efter en lokalitet og ikke efter en bjergartstype eller et fossil, som det tidligere var almindeligt. En anden undtagelse er Kultiden.

## Udbredelse

### Nordeuropa
I løbet af Sen Kridt steg det globale havspejl, så Nordeuropa efterhånden var dækket af hav i et stort område fra Østengland over Nordsøen og det sydlige Skandinavien, til den sydlige del af Østersøen, Polen og Hviderusland samt det nordlige og mellemste Tyskland, Benelux og det nordlige Frankrig. I havet aflejredes først vekslende lag af kalk, sand og ler, som det kan ses i klinten ved Arnager på Bornholms sydkyst. Senere øgedes havdybden samtidig med, at tilførslen af ler og sand fra landområderne svandt ind til næsten ingenting, og der aflejredes nu udelukkende rent, hvidt kridtslam.
Sen Kridt-epoken, som strakte sig over 32 millioner år, inddeles i fem aldre, hvorfra man i Danmark, bortset fra Bornholm, kun har lag blottet fra den yngste alder, Maastrichtien. Lag fra ældre aldre findes bl.a. blottet langs de øst- og sydengelske og franske kyster, og her er kridtet ofte mere leret, tydeligere lagdelt og stærkere hærdnet end det danske skrivekridt, og præget af en mængde vekslende flint- og mergellag af typisk 10-20 centimeters tykkelse, som ofte kan følges over store afstande, såkaldte marker-horisonter. Både i Danmark og andre steder ses i visse dele af skrivekridtet rytmiske variationer i farve, hærdningsgrad og flintindhold. Disse variationer tilskrives ændrede aflejringsforhold, som menes frembragt af tre typer cykliske forandringer i Jordens bane omkring Solen med perioder på henholdsvis omkring 20.000 år, 40.000 år og 100.000 år, de såkaldte Milankovitch-cykler.
Ligesom i Danmark er den øvre del af kridt-lagserien i England og i Nordsøen udviklet som svagt hærdnet hvid flintfattig skrivekridt, mens de underliggende lag, der er mere grå i farven, er adskilt herfra af et meget udbredt, organisk ler- eller mergellag, som både er kendt som Plenus Marl og som Black Band, og som på norsk område regnes som hørende til Blodøks formationen. Fra disse underliggende lag kendes en 25-30 meter tyk mergelhorisont, i hvilken man i årene omkring 1990 anlagde Kanaltunnelen, idet denne mergel viste sig velegnet til tunnelering.
Det engelske skrivekridt viser regionale variationer, idet kridtet mod nord er stærkere hærdnet og har større densitet end kalken mod syd. Grænsen mellem disse to engelske kridtprovinser udgøres af det såkaldte London-Brabrant massiv, en højdestruktur i undergrunden – i stil med den danske Ringkøbing-Fyn højderyg – som strækker sig fra Sydengland over Nordsøen og til det sydlige Belgien.
I området i og omkring Nordsøen når Øvre Kridt- og Danien-lag typisk en samlet tykkelse på 500-1.500 meter, dog omkring Helsingør og det sydlige Kattegat over 2.000 meter. Denne tykke lagserie var indtil midten af 1900-tallet kun blevet gennemboret tre steder i Danmark, nemlig i 1872 i det vestlige Aalborg (323 meter skrivekridt), i perioden 1894-1907 i Grøndalsengen på Frederiksberg i København (495 meter skrivekridt) og endelig i 1937 ved Harte vest for Kolding (415 meter skrivekridt).

### USA
I det sydlige og centrale USA forekommer skrivekridtlignende formationer i flere stater:
- Austin Chalk-formationen fra Øvre Kridt-etagen Coniacien findes i det østlige Texas, i et område omkring Austin og Dallas.
- Mooreville Chalk-formationen fra etagerne Campanien og Santonien findes i Alabama.
- Prairie Bluff Chalk formationen fra etagen Maastrictien findes i Alabama.

## Blotninger
Skrivekridt kan ses i mange nordeuropæiske kystklinter og kalkgrave:

### Danmark
- Møns klint
- Hvide klint (Møns sydkyst)
- Stevns klint (med Kridt/Danien-grænsen)
- Svinkløv klint i Thy er i dag tilvokset, men hér sås skrivekridtet tidligere i skråninger formet som svineklove.
- Nye Kløv kridtbrud (ved Thisted, med Kridt/Danien-grænsen)
- Rørdal kridtbrud (Aalborg Portlands grav)

### Tyskland
- Jasmund nationalpark på Rügen
- Lägerdorf kridtbrud ved Itzehoe i Holsten

### England
- Dover sydøst for London
- Flamborough Head i Yorkshire

### Frankrig
- Cap Blanc-Nez nord for Calais

## Anvendelse

### Flintredskaber
Igennem stenalderen, bronzealderen og helt til begyndelsen af jernalderen brugte man i det danske område flintknolde til fremstilling af flintøkser samt knive, skrabere og lignende redskaber. Fra middelalderen og indtil begyndelsen af 1800-tallet brugtes tilhuggede flintstykker i geværer og pistoler til antænding af krudtet, idet flinten ved anslag mod metal danner gnister.

### Kalkmørtel
Kalk er siden oldtiden brugt som bindemiddel i murværk. For at bindemidlet, mørtelen, kan hærdne, må kalken først gøres reaktiv. Dette foregår ved først at opvarme kalken, så calciumkarbonat omdannes til calciumoxid, såkaldt brændt kalk, og kuldixoid. Dernæst lægges den brændte kalk i vand, hvorved fås calciumhydroxid, eller læsket kalk. Når den læskede kalk blandes med sand og vand, fås en kalkmørtel, som hærdner i kontakt med luften, idet mørtelen ved optagelse af kuldioxid igen omdannes til calciumkarbonat.

### Cement
Hvis kalk, blandet med lidt ler og kvartssand, i en roterovn opvarmes til omkring 1.450° C, omdannes disse bestanddele til en delvist smeltet blanding af calcium-, silicium- og aluminiumoxider. Ved afkøling størkner massen til hårde klumper, klinker, som dernæst nedknuses til (normalt gråt) pulver, såkaldt portlandcement. Modsat kalkmørtel behøver cementmørtel ikke at have luft om sig for at hærdne og hærdner derfor betydeligt hurtigere og bedre end kalkmørtel, og kan endda hærdne under vand.

### Kulbrintereservoirer
Op gennem den centrale Nordsø løber Central-graven, en gravsænkning anlagt i Sen Jura, der ud for Skotland deler sig i Moray Firth bassinet, som fortsætter ind mod den skotske kyst, og Viking graben, som fortsætter nordpå vest om Norge. Stort set lige siden de blev anlagt, har disse gravsænkninger oplevet en kraftig indsynkning, så de i dag rummer en flere kilometer tyk lagserie. Oven på tykke organiske lerlag fra Jura findes hér tykke lag af skrivekridt og danienkalk, hvori der mange steder er opsamlet store mængder olie og gas, som fra 1960'erne er blevet udvundet.
Skrivekridtets høje porøsistet, op til 46 %, gør det i stand til at indeholde store mængder af kulbrinter, kendt som nordsøolie. Men da skrivekridt er meget finkornet, har det en meget lille permeabilitet, hvorfor olien kun strømmer forholdsvis langsomt hen mod en olieboring, hvorfra det pumpes op. Man har derfor især gennem 1980'erne og -90'erne udviklet nye boreteknikker, med vandrette boringer og kunstig opsprækning af kalken, så at dennes permeabilitet kan øges, hvorved en større del af et kalkreservoirs kulbrinter kan udvindes. Fra at man i 1960'erne typisk udvandt 5-10 % af olien, er man i begyndelsen af det 21. århundrede flere steder oppe på udvindingsgrader på over 30 %.[kilde mangler]

### Konstruktioner i skrivekridt
Pylonerne på Farøbroerne, som forbinder Sjælland og Falster, er funderet på lange pæle, som er rammet ned i skrivekridt.
Motorvejsbroen over den lille slugt lige syd for Karlslunde rastepladserne på Køge Bugt Motorvejen er funderet i skrivekridt.
I Sydengland er et større antal vejtunneler anlagt i kalklag i Øvre Kridt.